# Scleria killipiana
Scleria killipiana är en halvgräsart som beskrevs av Nathaniel Lord Britton. Scleria killipiana ingår i släktet Scleria och familjen halvgräs. Inga underarter finns listade i Catalogue of Life.